# Ozarba heliastis
Ozarba heliastis là một loài bướm đêm trong họ Noctuidae.